# David Christie (chanteur)
Pour les articles homonymes, voir David Christie et Christie.
David Christie, de son vrai nom Jacques Pépino, est un chanteur français, né le 1er janvier 1948 à Tarare (Rhône, France) et mort le 11 mai 1997 à Capbreton (Landes, France).

## Biographie
Il commence sa carrière d'auteur-compositeur-interprète en 1965 sous le nom de "Jacques Pépino", d'abord sur le label lyonnais Soder, puis chez CBS, chez qui il enregistre trois 45 tours, le dernier sous le seul nom de "Pepino". Le succès n'est pas au rendez-vous.
Nous sommes en 1967. David Christie sort chez Fontana un 45 tours avec quatre de ses compositions, dont une consacrée à la chanteuse Cher.
Arrive 1968 et un nouveau contrat avec le label Disc'AZ distribué par Discodis. C'est cette fois le succès : le titre "Deux petites perles bleues" se hisse à la 28ème place du hit-parade de Salut Les Copains le 15 Mai. Et David Christie devient une idole dans le vent.
Après ce premier EP, trois autres et deux singles achèveront la collaboration du chanteur avec le label Disc'AZ.
Les années 70 le voient changer plusieurs fois de maison de disque, mais sans que sa carrière  ne redécolle en tant qu'interprète.
Il renoue avec le succès en 1982, avec son tube Saddle Up (1982) que l'on retrouve sur de nombreuses compilations consacrées aux années 1980.
Auparavant, il avait composé en 1975 I love to love pour Tina Charles, dont les paroles étaient écrites par son ami Jack Robinson, avec qui il a co-signé quelques succès.
Il a eu en 1973 avec Françoise Richard un premier enfant, Nathalie, et en 1986 une seconde fille, Julia, née de sa liaison avec la chanteuse Nina Morato. Julia succombe à onze ans d'une surdose médicamenteuse de somnifères. David Christie met fin à ses jours trois mois après la mort de sa fille. Il est incinéré et ses cendres sont dispersées au large des côtes landaises.

## Discographie

### 33 tours
- 1974 : Jamais Seul
- 1974 : Napoleon Jones featuring David Christie
- 1977 : Love is the most important thing
- 1978 : Back Fire
- 1980 : Flashback
- 1982 : Back in control
- 1984 : Stress

### CD
- 1994 : Best of David Christie
- 1999 : Deux petites perles bleues

### 45 tours et mini CD
- Israël
- Julie
- Notre premier enfant
- Pour un p'tit cœur
- Toi le Dieu enfant
- Toujours la même rumba
- Lazy Love
- I love to love (composé pour Tina Charles)
- Rendez-vous (composé pour Tina Charles)
- Love me like a lover (composé pour Tina Charles)

Falling in love in summertime  (1976) 45T Polydor 2056 521
- If you want it, do it yourself (composé pour Gloria Gaynor)
- Do or die (composé pour Grace Jones)
- Love is the most important thing
- Paris by night
- Don't stop me, I like it
- Strut your funky stuff (composé pour Frantique (en))
- No way no how (composé pour Tommy Nilsson)
- Saddle up
- Rally down to Sally's
- Our time has come
- Stress
- Cindy Lou
- Living it up
- Chain of love
- Des vacances à Capbreton
- Saddle up 1990
- Saddle up 1993